# Purple Lodge
'Purple Lodge' est un cultivar de rosier obtenu en 2007 en France par Pierre Orard et mis au commerce en Allemagne en 2010 sous le nom de 'Palais Biron', puis en France par les roseraies Orard en 2012 sous le nom de 'Purple Lodge'. Il est à la mode pour son coloris rare et élégant et pour sa forme rappelant les  variétés anciennes.

## Description
'Purple Lodge' montre de grosses fleurs (80 pétales) de couleur violette, très doubles et en forme de coupe, fleurissant plutôt en bouquets de trois à cinq roses. Ce rosier est fort prisé pour sa générosité et la forme romantique de ses fleurs, ainsi que pour son parfum fruité. Sa floraison est remontante.
Son buisson, au feuillage vert clair mat, s'élève à 100 cm pour une largeur de 70 cm. Il est résistant aux maladies et supporte le froid au-dessus de -20 degrés.